# Henry White (Diplomat)

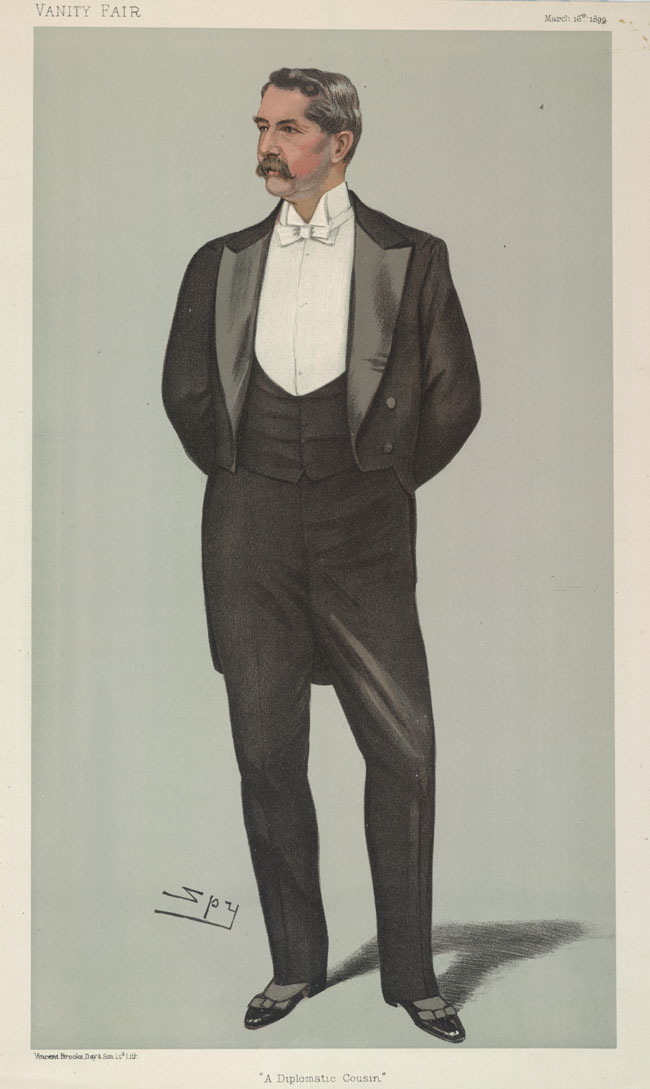
Henry White, A Diplomatic Cousin, von Spy in Vanity Fair, 16. März 1899

Henry White (* 29. März 1850 in Baltimore, Maryland; † 15. Juli 1927 in Lenox, Massachusetts) war ein einflussreicher US-amerikanischer Diplomat, der auch einer der Vertreter der USA auf der Pariser Friedenskonferenz 1919 war. Er wurde sowohl von Theodore Roosevelt als auch von Woodrow Wilson hoch geschätzt.

## Leben
White stammte aus einer einflussreichen Familie in Maryland und verbrachte als Kind viel Zeit in Hampton, dessen Herrenhaus heute National Historic Site ist. Im Bürgerkrieg sympathisierten sie mit den Konföderierten und 1865 zog die Familie nach Paris, wo White zur Schule ging. Bei Ausbruch des Deutsch-Französischen Krieges zogen sie nach England, wo White viele Kontakte knüpfte, unter anderem in Verfolgung seiner Passion der Fuchsjagd. 1879 heiratete er Margaret „Daisy“ Stuyvesant Rutherfurd aus der reichen New Yorker Stuyvesant-Familie und zog mit ihr zurück in die USA. Unterstützt von seiner ebenfalls ehrgeizigen Frau verfolgte er nun eine diplomatische Karriere. 1883 wurde er Sekretär in der US-Botschaft in Wien, wechselte aber noch im selben Jahr an die Botschaft in London, wo er auch nach dem Regierungswechsel zu den Demokraten blieb (White war Republikaner). 1886 wurde er Erster Sekretär an der Botschaft und blieb dies bis 1893. Er war Gründungsmitglied des gesellschaftlichen Salons der The Souls.

Mrs. Henry White von John Singer Sargent

1893 kehrte White in die USA zurück und ließ sich in Washington, D.C. nieder, um politische Kontakte zu knüpfen und zu pflegen. Dabei kamen ihm seine guten englischen Kontakte zugute. 1896 war er wieder Erster Sekretär in London. Seine Frau erkrankte 1898 an einem degenerativen Nervenleiden und verbrachte bis zu ihrem Tod 1916 viel Zeit in Sanatorien, so dass seine Tochter Muriel die Empfänge übernahm. 1905 wurde er Botschafter der Vereinigten Staaten in Rom und vermittelte in dieser Funktion zwischen Deutschland und Frankreich in der Algeciras-Konferenz 1906. Von 1907 bis 1909 war er unter Präsident Theodore Roosevelt Botschafter in Paris. Auch danach blieb er Roosevelt eng verbunden und begleitete ihn 1910, als Roosevelt US-Vertreter bei der Beerdigung von Edward VII. war. Beide trafen dabei alle führenden Staatsmänner und Regenten in Europa außer dem Zaren. Auch der amtierende Präsident William Howard Taft setzte ihn 1910 als Vertreter bei der Pan-Amerikanischen Konferenz ein.
Vom Ersten Weltkrieg wurde er 1914 in Berlin überrascht – seine Tochter hatte einen deutschen Adligen (Graf Hermann von Seherr-Thoß) geheiratet. Aufgrund seiner Verbindungen sowohl nach London als auch nach Deutschland trat er lange für Neutralität ein und war so ein Verbündeter von Präsident Woodrow Wilson. Er rückte davon erst nach der Erklärung des totalen U-Boot-Kriegs durch Deutschland ab. Wilson bot ihm diplomatische Aufträge und Posten in Lateinamerika an, die er aber ablehnte. Nach dem Waffenstillstand 1918 ernannte ihn Wilson zu einem der fünf US-Vertreter auf der Versailler Friedenskonferenz, auf der er gut ein Jahr ab Dezember 1918 bis Dezember 1919 beschäftigt war.
1920 heiratete er Emily Vanderbilt Sloane aus der Vanderbilt-Familie. Seine Tochter Muriel (* 1880) war seit 1909 mit einem deutschen Adligen verheiratet, lebte von da an in Deutschland und starb dort 1943; sein Sohn John Campbell White (1884–1967) war US-Botschafter in Peru und Haiti.

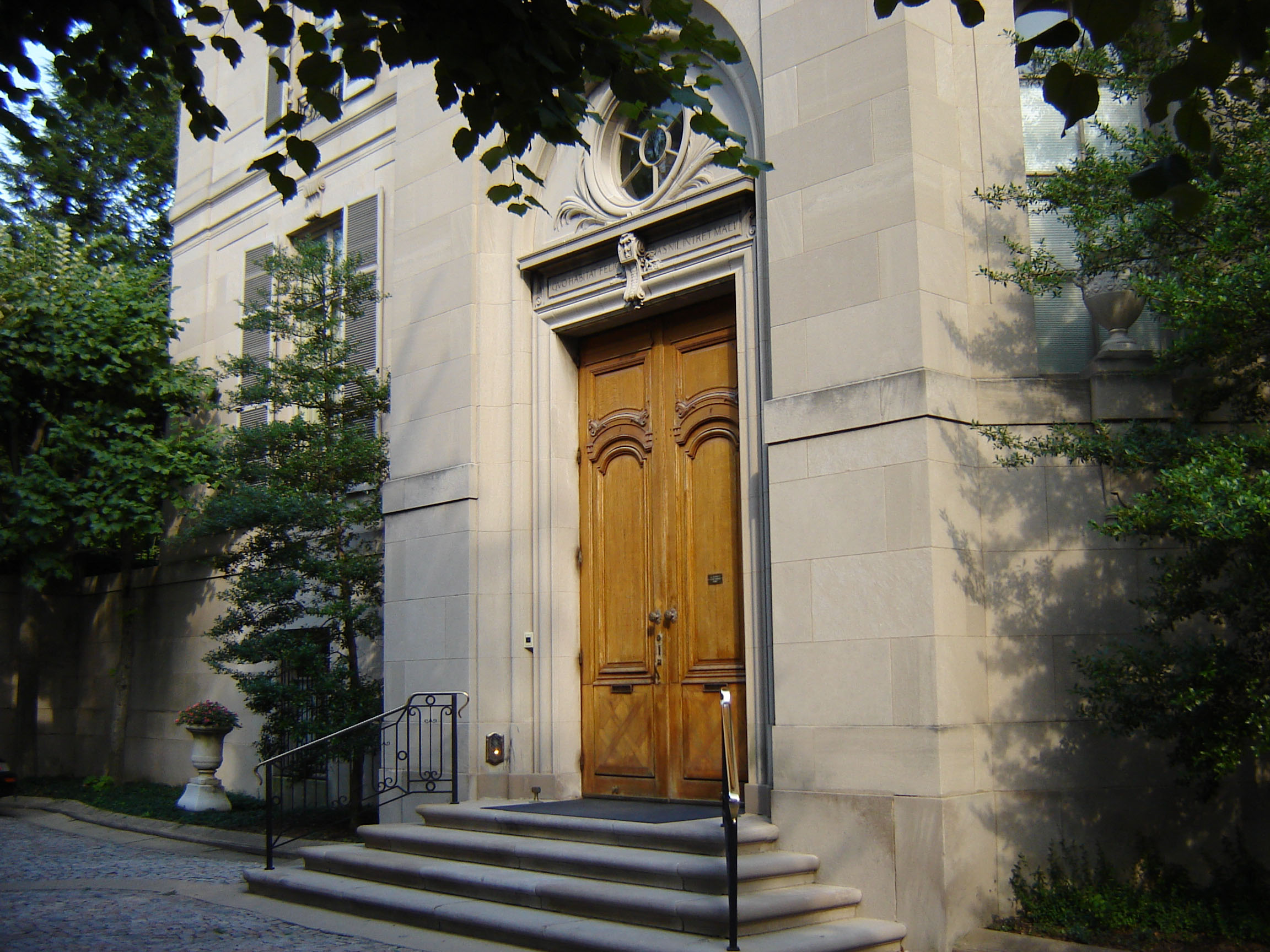
Meridian House

Seine erste Frau wurde von John Singer Sargent gemalt, das Gemälde ist in der Corcoran Gallery of Art in Washington D.C. Sein Haus in Washington, entworfen vom Architekten John Russell Pope und 1912 fertiggestellt, ist heute im Besitz des Meridian International Center (Meridian House, 1630 Crescent Place).